# Święty Madron
Święty Madron żył w VI wieku w Kornwalii w okolicach dzisiejszego miasta Madron. Kaplica poświęcona temu świętemu i znajdujące się nieopodal źródełko od wielu wieków słynie z cudownych uzdrowień z bólu i chorób.
W sztuce świętego Madrona przedstawia się jako opata trzymającego zapaloną lampę. Jego święto obchodzone jest 17 maja, głównie w Kornwalii.